# Wasted Years
Wasted Years (у преводу: Протраћене године) је четрнаести сингл енглеске хеви метал групе Ајрон Мејден и први са њиховог Somewhere in Time албума. То је једина песма са албума без употребе синтисајзера. Издата је 1986. године и то је прва песма коју је написао самостално гитарсита бенда Адријан Смит, који је такође певао пратеће вокале. Попела се на 18. место на UK Singles Charts.
Омот је са Едијеве (бендова маскота) тачке гледишта док лети свемирским бродом јурећи ТАРДИС из серије Доктор Ху. Слична референца се налази у футроли плоче где је ТАРДИС паркиран на крову зграде.
Видео-спот је у црно-белом формату и приказује групу како изводи песму у студију, измешан са разним сценама из претходним спотовима, као и ван концертне активности које су се дешавале током World Slavery Tour-а.
Песма се такође налази у видео-игри Rock Band.

## Листе песама
1. „“ (Адријан Смит) – 5:06 минута
2. „“ (Дејв Колвел) – 3:31 минута
3. „“ (Ајрон Мејден) – 3:35 минута

## Састав
- Брус Дикинсон – Вокал
- Адријан Смит – водећа гитара, гитара синтисајзер, пратећи вокал (Главни вокал у песми „Reach Out“)
- Дејв Мари – ритам гитара, гитара синтисајзер
- Стив Харис – бас гитара
- Нико Мекбрејн – бубњеви